# Ahrenviölfeld
Ahrenviölfeld (fryz. Årnfjål, duń. Arenfjoldemark) – gmina w Niemczech w kraju związkowym Szlezwik-Holsztyn, w powiecie Nordfriesland, wchodzi w skład urzędu Viöl.